# شيرو فوجيوارا
شيرو فوجيوارا (باليابانية: 藤原 志龍) (مواليد 5 سبتمبر 2000) هو لاعب كرة قدم ياباني.

## وصلات خارجية
- شيرو فوجيوارا على موقع رابطة كرة القدم اليابانية للمحترفين (اليابانية)
- شيرو فوجيوارا على موقع قاعدة بيانات كرة القدم.إي يو (الإنجليزية)
- شيرو فوجيوارا على موقع Soccerway.com (الإنجليزية)
- شيرو فوجيوارا على موقع عالم كرة القدم.نت (الإنجليزية)